# Fox Sports (Italia)
Fox Sports fue un canal de televisión de Italia propiedad de Fox International Channels en Italia. Se emitía exclusivamente en la plataforma Sky Italia, también propiedad del grupo 21st Century Fox.

## Historia
El 17 de junio de 2013, Fox International Channels ha emitido un comunicado en el que anunció oficialmente la inclusión de Fox Sports en Italia en la plataforma por satélite Sky del 9 de agosto de 2013, el canal está incluido en el paquete de Sky Calcio, sin costo adicional. 
El canal estrenó 9 de agosto de transmitir el partido de la Ligue 1 entre Montpellier y Paris Saint-Germain.
El 29 de julio de 2013, Fox International Channels Italia y Mediaset han llegado a un acuerdo que llevó a la plataforma digital para transmitir todos los partidos de las principales ligas extranjeras (Premier League, La Liga, Ligue 1 y Eredivisie) y los principales partidos de la Copa FA de Inglaterra más los partidos de local de la Selección de fútbol de Inglaterra. También en el canal de Mediaset está incluido en el paquete Premium Calcio y no tiene ningún costo adicional. Las transmisiones comenzaron el 17 de agosto de 2013 con el partido de la Premier League entre el Liverpool FC y el Stoke City.
El 17 de agosto de 2013 en ambas plataformas comenzaron oficialmente la transmisión de Fox Sports, con la adición de la segunda señal de canal, Fox Sports Plus, incluido en el paquete de Sky Calcio y también se incluye en el paquete de Premium Calcio, que transmite otros partidos en caso de que el canal principal ya está ocupado por el partido en vivo.
En septiembre, la oferta también se suma la Major League Soccer, DFB- Pokal y los partidos de local de la Selección de fútbol de Alemania.
El 20 de noviembre de 2013, anunció que la puesta en marcha está prevista para el 20 de diciembre de Fox Sports 2 HD que será transmitido exclusivamente en la plataforma Sky para los abonados al paquete Sky Sports con la opción HD. En este canal se transmitirá a la Euroliga de baloncesto, la Champions League (voleibol masculino) y la Champions League (voleibol femenino) del voleibol femenino y los deportes norteamericanos, incluyendo la NFL y NCAA, el baloncesto de la NCAA, el béisbol de la MLB en septiembre de 2014. El canal dejó de emitir en julio de 2015.
Mediaset dejó de brindar Fox Sports 2 Italia en julio de 2015.

## Periodistas
- Giulia Mizzoni
- Leo Di Bello
- Nicola Roggero
- Stefano Borghi
- Emanuele Corazzi
- Paolo Ciarravano
- Daniele Caiola
- Marco Frisoli
- Luca Gregorio
- Gianluigi Bagnulo
- Riccardo Mancini
- Andrea Calogero

## Comentaristas
- Hernán Crespo
- Pierluigi Casiraghi
- Fabio Capello
- Andrea Stramaccioni

## Derechos de televisión
Fútbol
- Premier League
- FA Cup
- Community Shield
- LaLiga Santander
- Eredivisie
- Bundesliga (Alemania)
- Copa de Alemania
- Copa Libertadores
- Copa Sudamericana
- Recopa Sudamericana
- Selección de fútbol de Inglaterra (Amistosos, Copa Mundial y Europeo)
- Selección de fútbol de Alemania (Amistosos, Copa Mundial y Europeo)

Otros deportes
- Euroliga (todos los partidos, hasta 2017)
- MLB (todos los partidos a partir de 2014)
- NFL
- NHL
- Baloncesto y fútbol americano de la NCAA
- Champions League (voleibol masculino) (todos los partidos)
- Champions League (voleibol femenino) (todos los partidos)